# Prise d'Ancône
Seconde Guerre mondiale
Batailles
Invasion de la Sicile
- Lampedusa
- Corkscrew
- Mincemeat
- Barclay
- Animals
- Chestnut
- Narcissus
- Fustian
- Ladbroke
- Gela
- Troina
- Centuripe

Invasion de l'Italie
- Baytown
- Avalanche
- Rome
- Slapstick
- Armistice de Cassibile
- Achse
- Naples
- Bombardement du Vatican
- Ligne Volturno
- Libération de la Corse
- Ligne Barbara
- Bombardement de Bari

Ligne Gustave
- Ligne Bernhardt
- Raincoat
- San Pietro Infine
- Rivière Moro
- Ortona
- Rivière Rapido
- Monte Cassino
- Shingle
- Cisterna
- Diadem
- Strangle
- Ligne Trasimene
- Libération de Rome
- Ancône
- Brassard

Ligne gothique
- Rimini
- Saint-Marin
- Gemmano
- Montecieco
- Monte Castello
- Garfagnana

Offensive du printemps 1945
- Tombola
- Bowler
- Roast
- Bologne
- Argenta Gap
- Herring
- Collecchio

Guerre civile italienne
La prise d’Ancône est un des objectifs des Alliés, au cours de la conquête de la péninsule italienne durant la Seconde Guerre mondiale, le but était de s'assurer du contrôle d'un port plus proche du front que Tarente, Bari et Naples. Elle a eu lieu le 17 juillet 1944.
Mission fut donnée au Deuxième corps polonais de s'emparer du port et de le maintenir ouvert. Ce corps opérait en liaison avec le corps italien et le 7e régiment de hussards britanniques.

## Le plan
Le général Anders décida de mener la bataille selon le plan suivant : l'aile droite en face d'Ancône devait rester passive, en simulant des opérations défensives ; à l'aile gauche, le groupe d'attaque devait forcer les positions défensives de l'ennemi et pousser vers la mer, à l'ouest d'Ancône, menaçant ainsi de couper les forces allemandes dans la région de ce port. Pour la réussite de cette manœuvre, il fallait d'abord prendre la crête Monte della Crescia-Offanga, qui dominait la route à suivre par le groupe d'opérations.
Il donna l'ordre de disposer les troupes pour l'attaque de la façon suivante :
- l'attaque contre Monte della Crescia devait être effectuée par la 5e brigade d'infanterie de Wilno, renforcée par le 3e bataillon de chasseurs des Carpates, par le 4e régiment blindé et fortement appuyée par l'artillerie.
- les opérations de blindés devait être accomplies par la 2e brigade blindée, en collaboration avec le 15e régiment de lanciers, le 7e régiment de hussards britanniques, la 6e brigade de chasseurs de Lwów et les Commandos.
- l’immobilisation de l’ennemi sur l’aile droite incombait à l’une des brigades de la 3e Division de chasseurs des Carpates.
- la protection de l’aile gauche devait être effectuée par le corps italien au moyen d’attaques limitées à l’aile voisine du groupe polonais de manœuvre.
- les réserves, composées d’une des brigades de la 3e Division de chasseurs des Carpates, se trouvant primitivement derrière l’aile droite, devaient en cas de nécessité, appuyer le groupe de manœuvre.

Ce regroupement avait été exécuté en grand secret afin que l’ennemi ne s’aperçoive pas du transfert des troupes blindées de la zone côtière vers l’aile gauche, ce qui était une opération importante et difficile.

## La prise d’Ancône

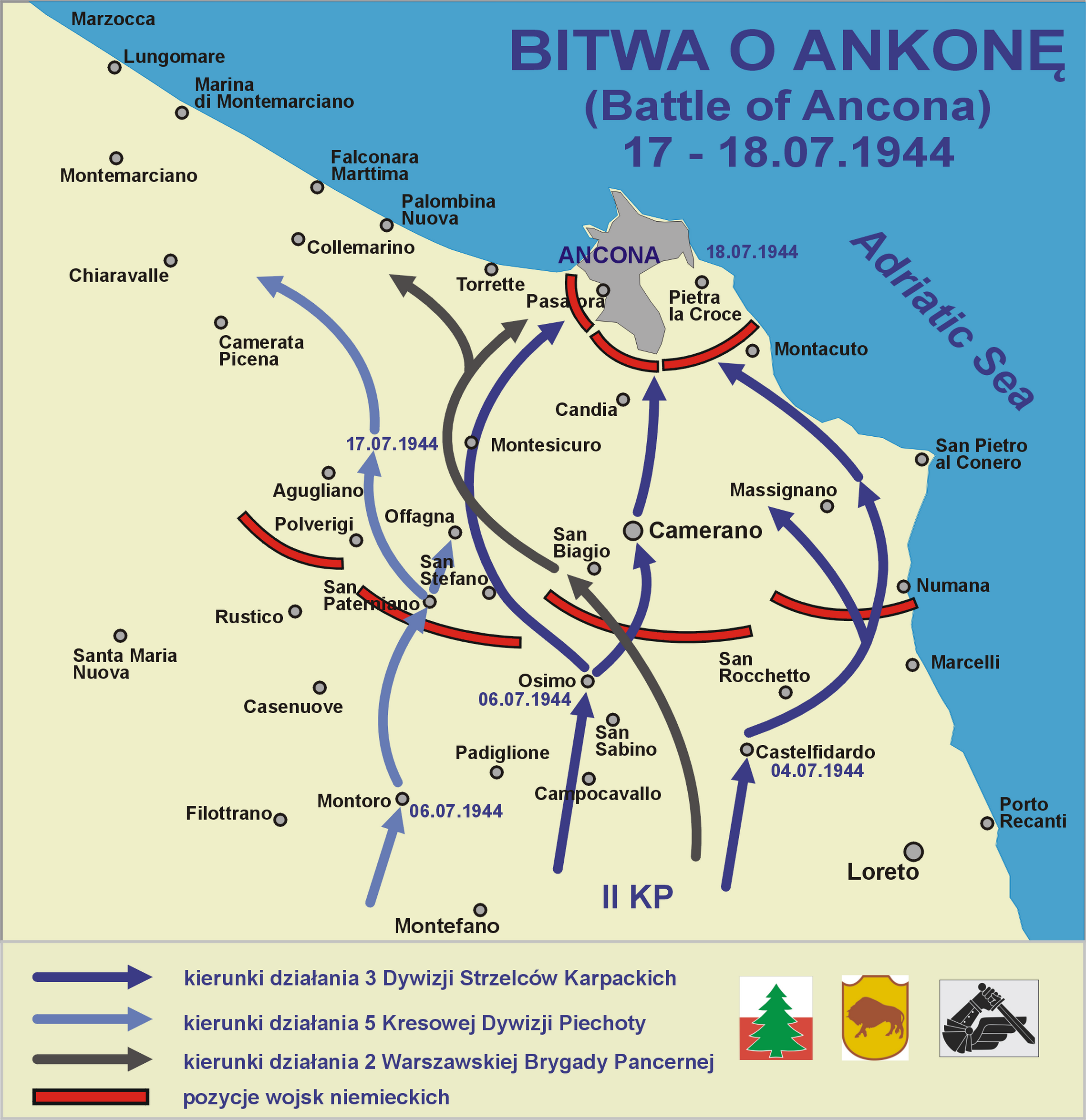
Prise d'Ancône (carte polonaise).

L’attaque fut déclenchée dès la matinée du 17 juillet 1944. L’ennemi effectuait des tirs de barrage sur la zone côtière, signifiant qu’il ne s’était pas aperçu du déplacement des unités blindées polonaises.
La 5e brigade d’infanterie de Wilno, avec le 3e bataillon de chasseurs des Carpates, après un dur combat qui dura toute la journée, prit Monte della Crescia et, en renforçant ce succès initial, conquit ensuite Offanga. La 2e brigade blindée traversa à gué le Musone, et dans un combat acharné, s’empara tour à tour, de Monte Torto, de la crête Crece di San Vincenzo, de Monte Bogo et enfin Polverigi à 20 h. Anders était alors sûr d’avoir gagné la bataille.
La nécessité de passer à gué le Musone ainsi que le terrain difficile sur la rive nord furent la raison pour laquelle la 6e brigade d’infanterie de Lwów, qui suivait de près la 2e brigade blindée, n’atteignit la mer que dans l’après-midi du 18 juillet, ce qui permit à l’ennemi de retirer une partie de ses forces de la région d’Ancône.
Le 18 juillet à 14 h. le régiment des lanciers des Carpates pénétra dans Ancône.
Dans la poursuite de l’ennemi qui continua au cours des 18 et 19 juillet, les unités polonaises traversèrent la rivière Essimo et conquirent de vastes têtes de pont.
L’ennemi était battu. Il avait subi de lourdes pertes et tués. Les Polonais avaient pris beaucoup d’armes diverses et de matériel.
Ils avaient fait prisonniers 24 officiers, et 2 552 soldats et sous-officiers des unités ennemies engagées. En outre, ils capturèrent 351 hommes qui s’étaient dispersés après s’être vêtus en civil.
La couverture aérienne de l'opération avait été assurée par la 318e escadrille de chasse et de reconnaissance polonaise (Gdańsk).
Les pertes polonaises étaient sérieuses aussi : 150 officiers et 2 000 soldats, dont 34 officiers et 354 soldats tués.

## Sources
- Wladyslaw Anders, Mémoires, 1939-1946, La Jeune Parque, Paris, 1946

## Voir
- Ancône
- République d'Ancône
- République ancônitaine
- Marche d'Ancône
- Histoire des Juifs à Ancône
- Lois fascistes
- Histoire de l'Italie fasciste
- Fascisme et communauté juive